# معين مصور

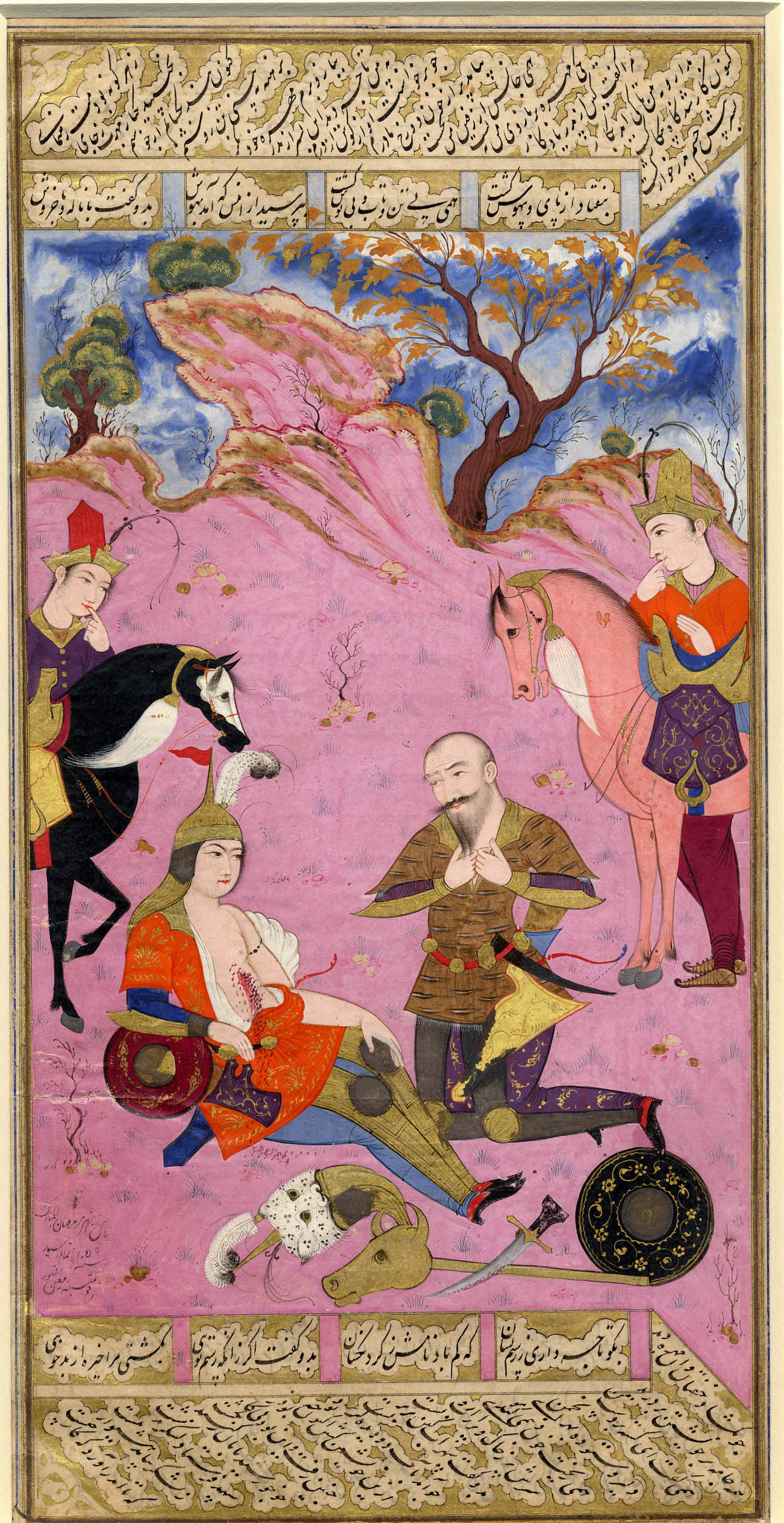
معين مصور يرسم رستم وهو يقتل سهراب، الشاهنامة للفردوسي، 1649. المتحف البريطاني

معين مصوَّر (نشط في العقد 1610) كان رسامًا مصغرًا فارسيًا، وأحد أهم الرسامين في إيران الصفوية. لا يُعرف الكثير عن الحياة الشخصية لمعين، باستثناء أنه وُلد في حوالي 1610-1615 م، وأصبح تلميذًا لرضا عباسي، الرسام الرائد في ذلك العصر، وربما توفي في عام 1693. وقد نجا أكثر من 300 من الصور المصغرة والرسومات المنسوبة إليه. كان رسامًا محافظًا عَكَس جزئيًا الأسلوب المتقدم لأستاذه، وتجنب التأثيرات من الرسم الغربي. ومع ذلك، فقد رسم عددًا من المشاهد لأشخاص عاديين، وهو أمر غير معتاد في الرسم الفارسي.
وُلِد معين في أصفهان، وربما قضى كل حياته في هذه المدينة. تمتع بمسيرة مهنية طويلة وناجحة امتدت من حوالي عام 1630 إلى عام 1693.

## الحياة المهنية
يُعرف بأنه أستاذ في رسم الرسوم التوضيحية، وخاصة الشخصيات والتراكيب التي تصور مشاهد الولائم والمعارك.  تخصص في المخطوطات المضيئة وزخارف الحدود.
صوَّر الحيوانات والمناظر الطبيعية وأنماط آقا ميراك الأخرى ببراعة كبيرة. كان يستخدم الألوان المائية في لوحاته بشكل أساسي، وظل وفيًّا لمدرسة أصفهان ورضا عباسي في أنماط رسوماته. وقد تأثر بفنانين بارزين آخرين، منهم بهزاد، ومحمدي، وصادقي بيك. وكان لديه العديد من التلاميذ البارزين. بعض مخطوطاته موقعة منهم. كان معاصرًا وصديقًا لعدد من الرسامين المشهورين ومنهم الشافعي العباسي.[بحاجة لمصدر]

## معرض الصور

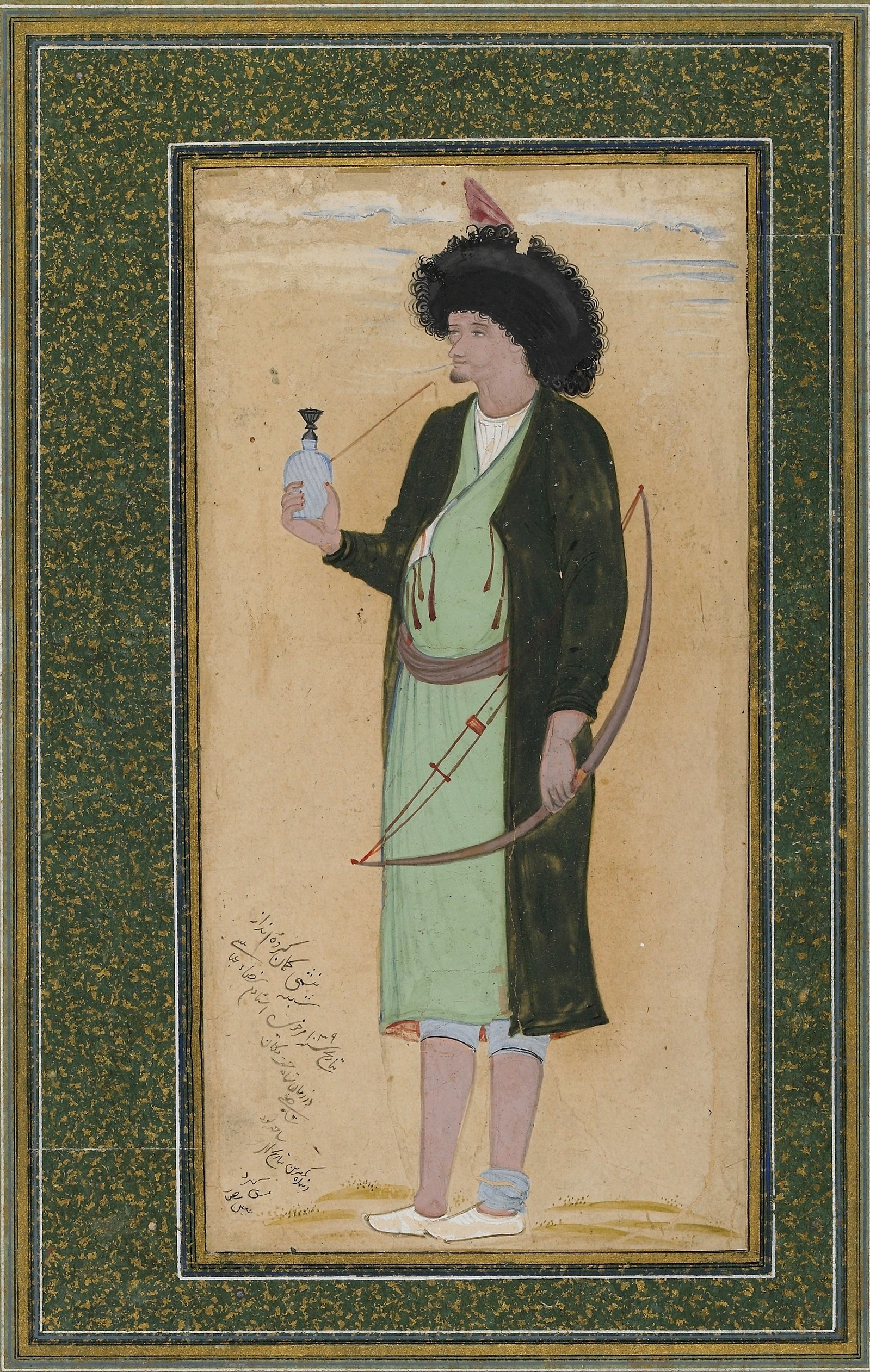
آرتشر، نسخة من هذه اللوحة بريشة رضا عباسي
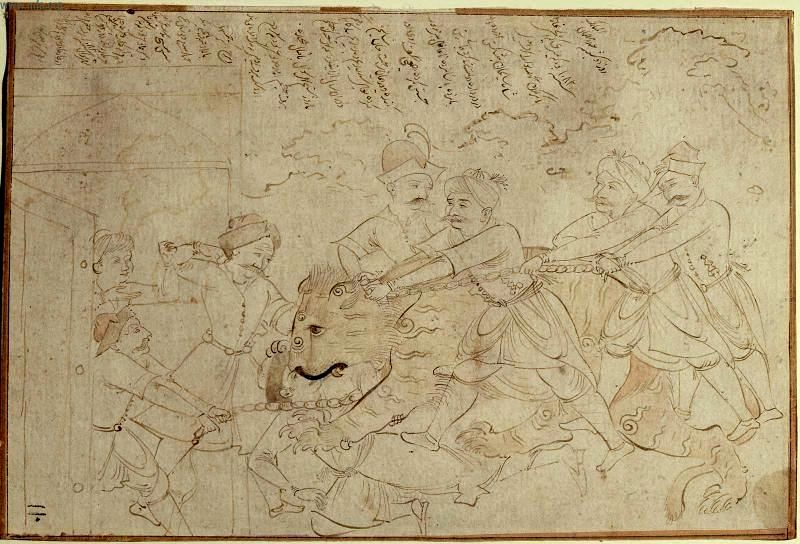
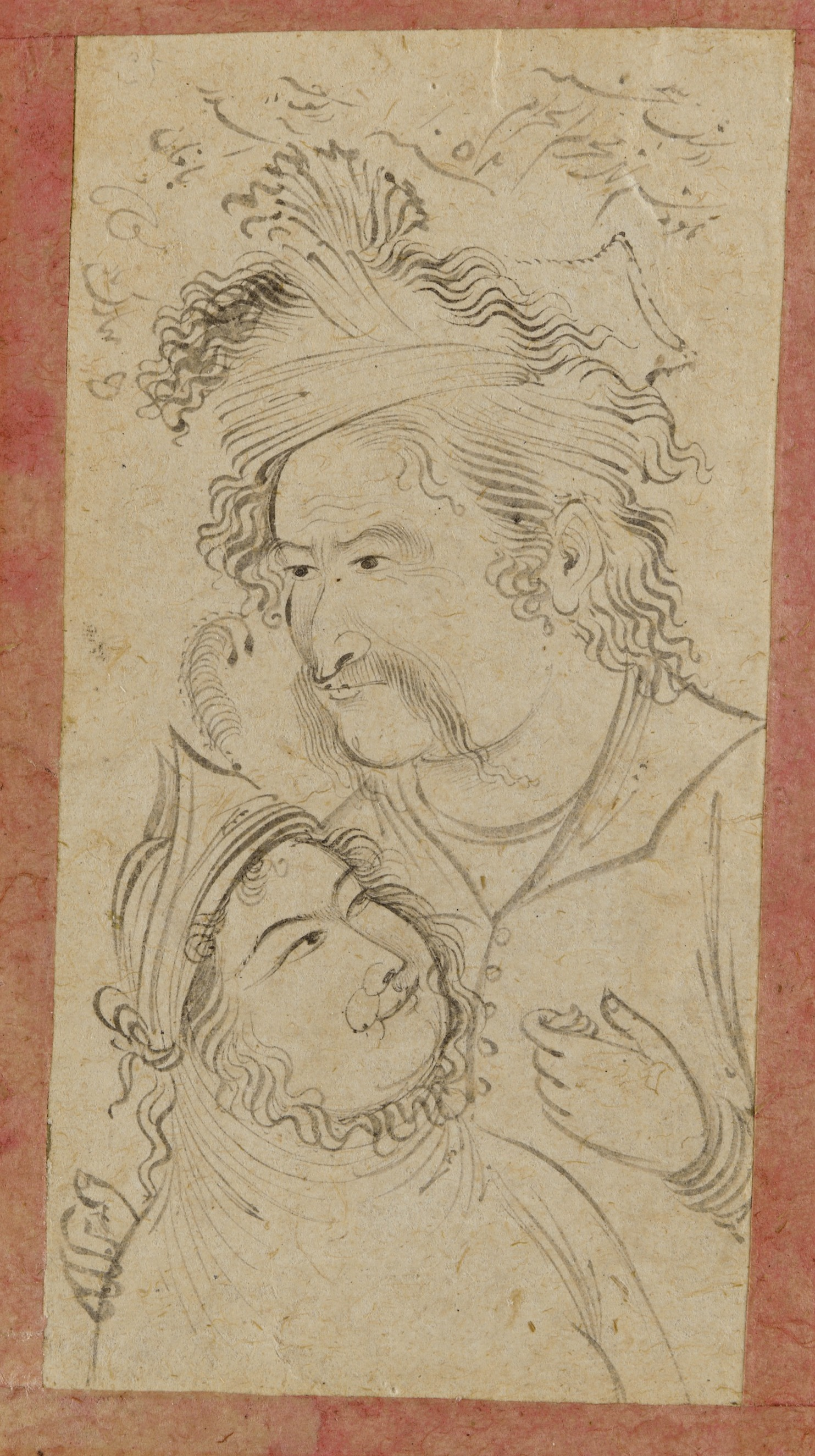
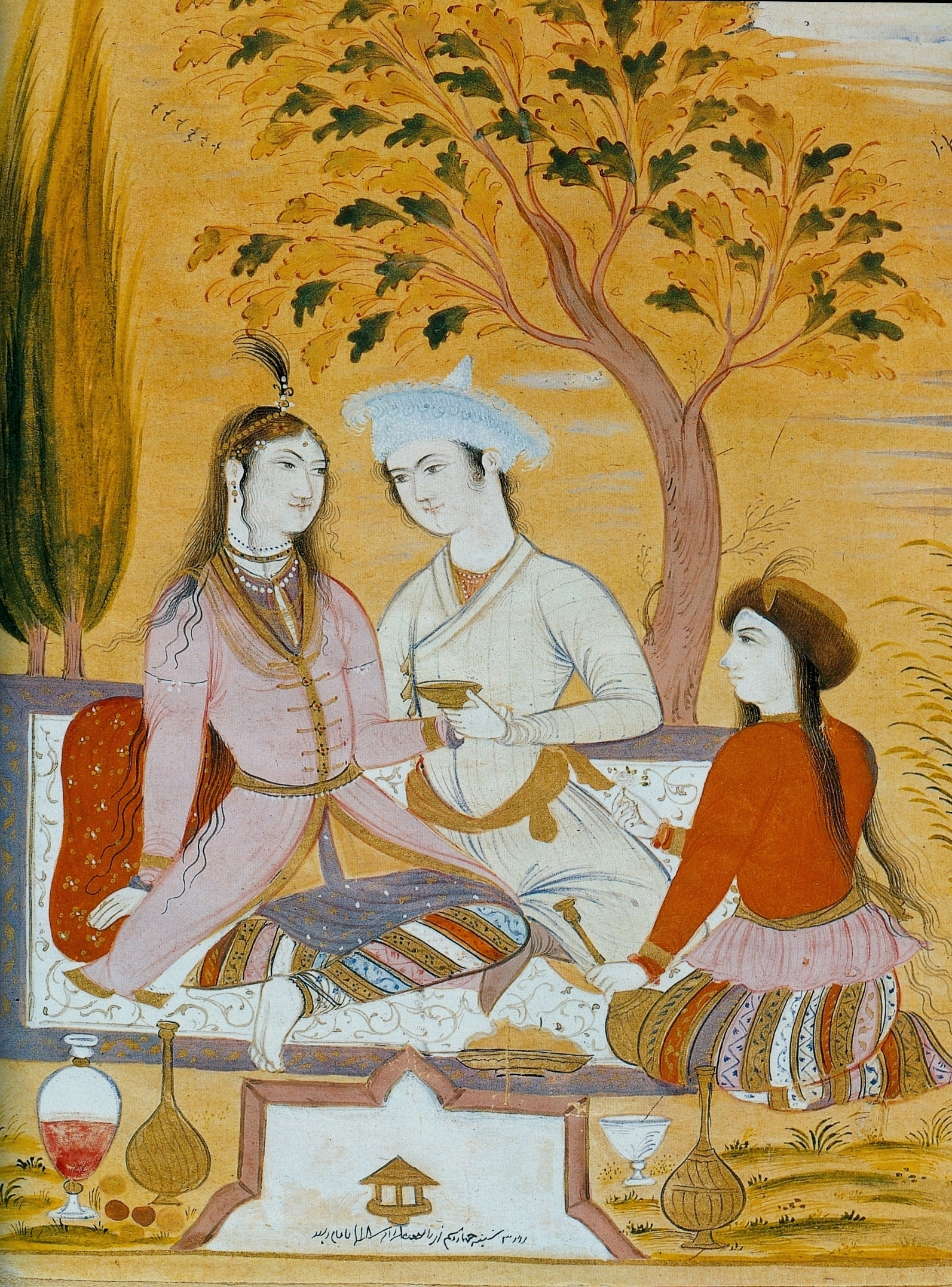
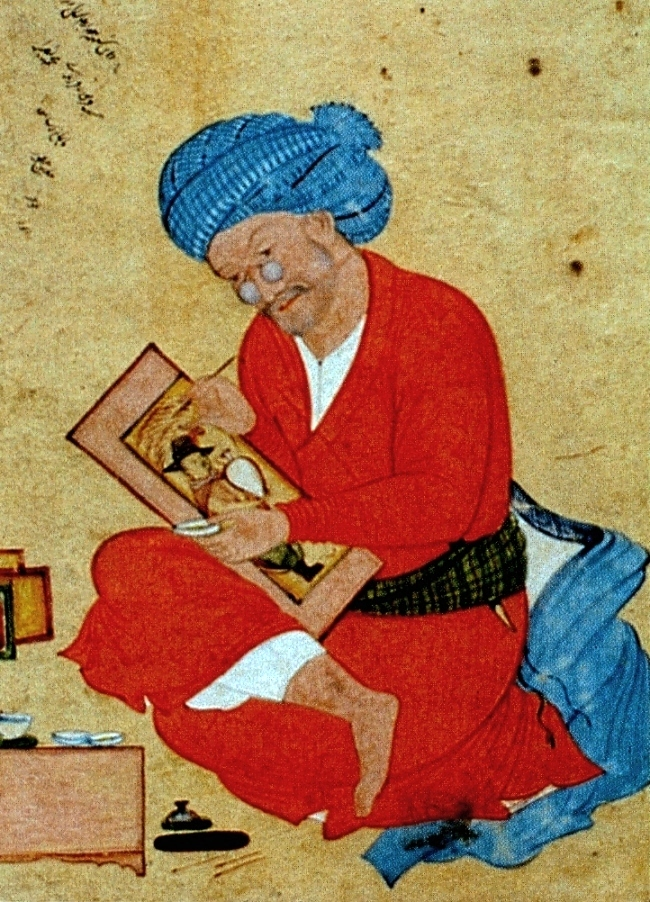
صورة رضا عباسي ، 1673
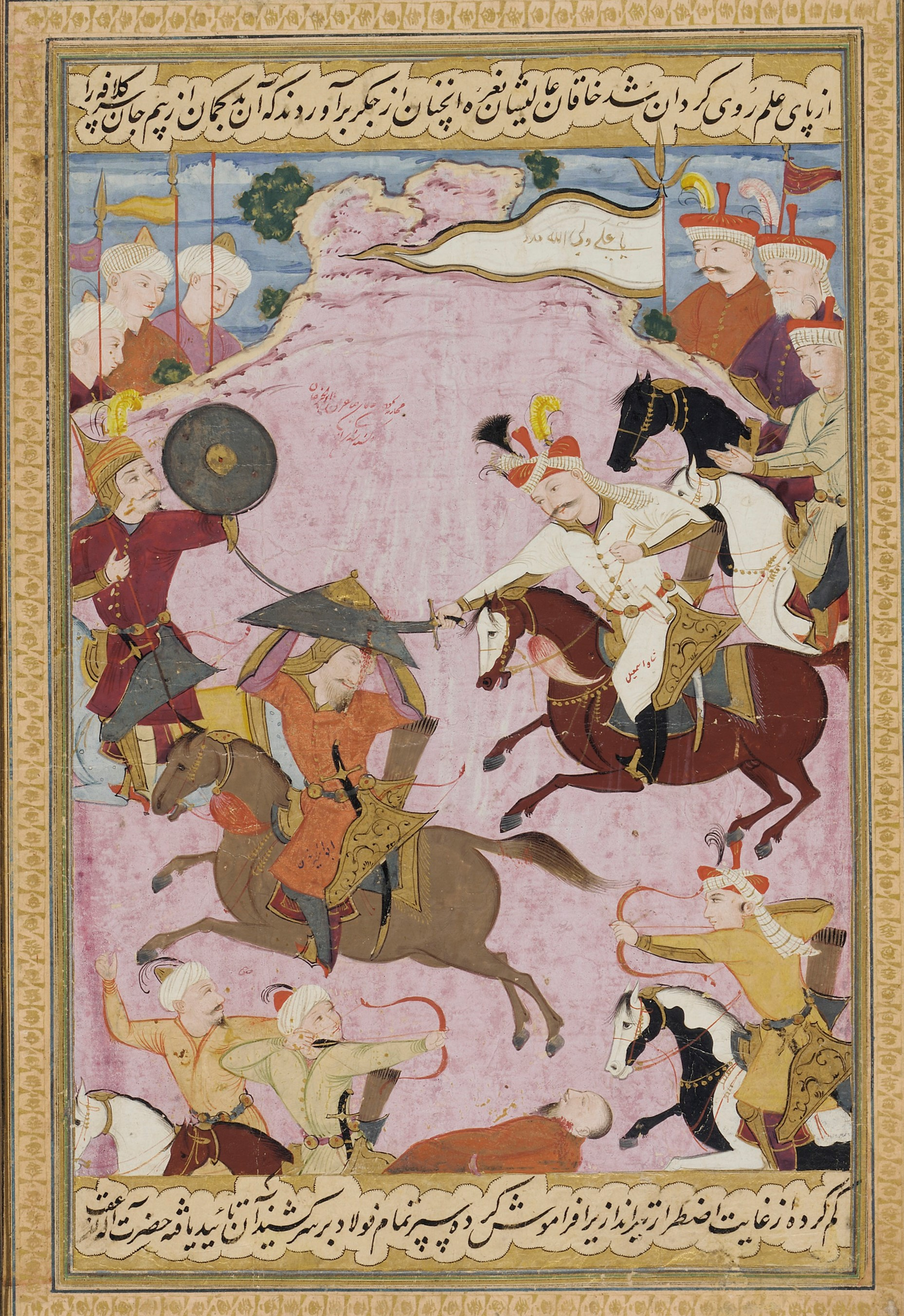
المعركة بين شاه إسماعيل وشيباني خان
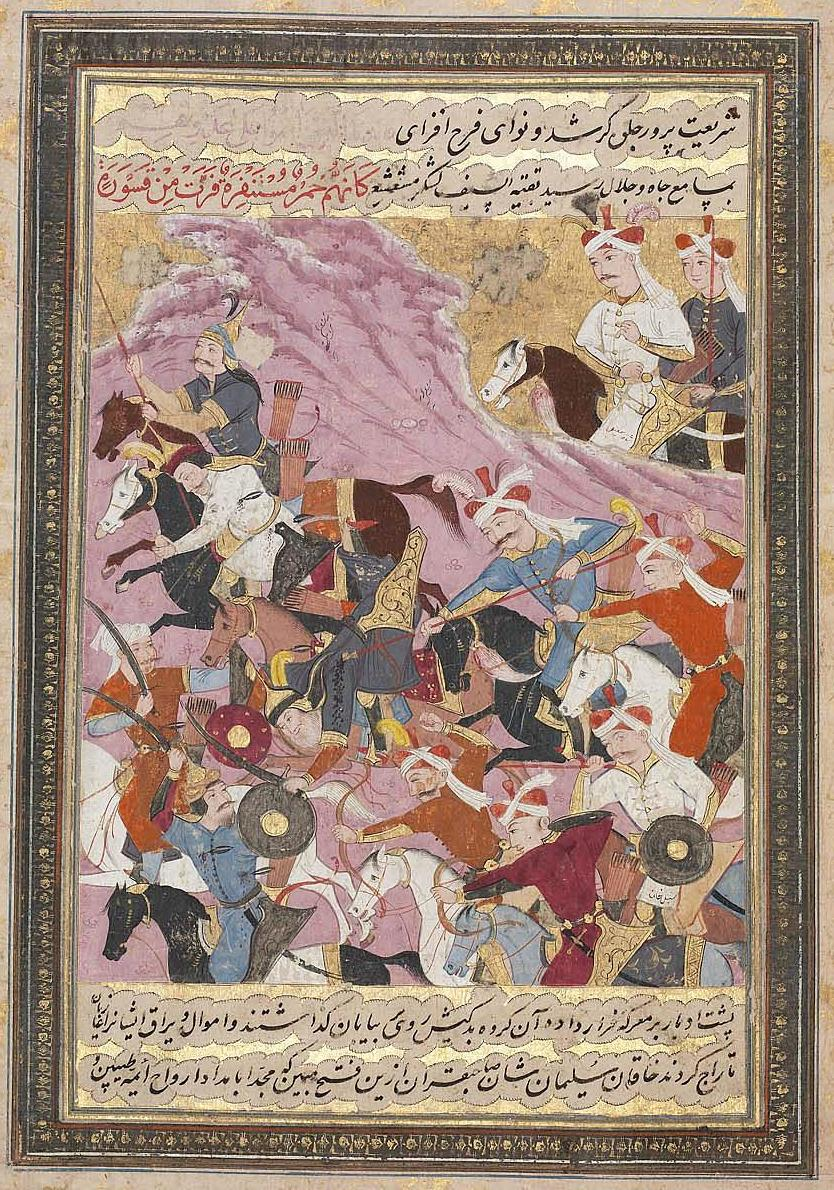
شاه إسماعيل الأول (حكم. 1501-1524) يشاهد قواته تهزم زعيم المشعشع السلطان فياض، الذي أنشأ ق. 1688
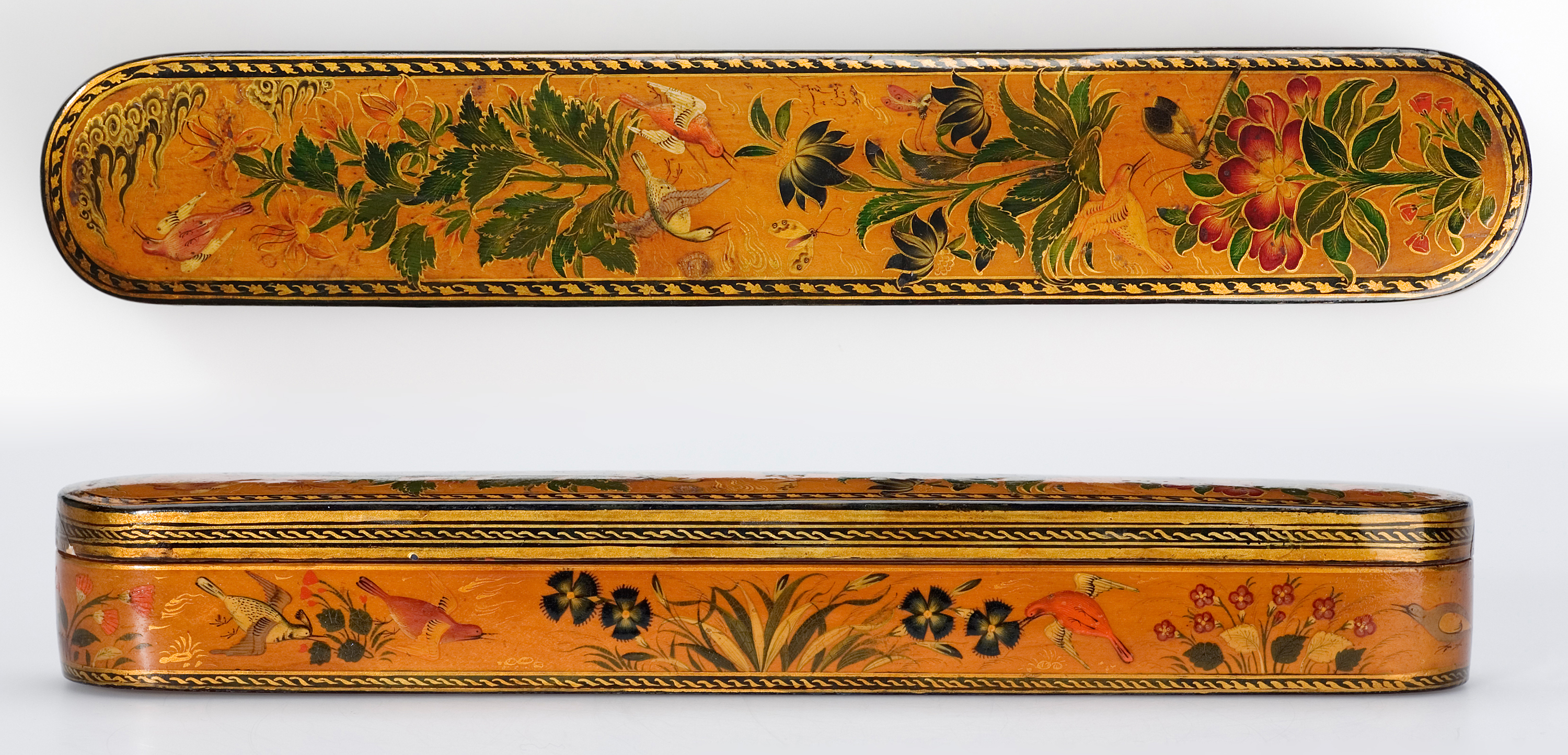
علبة أقلام الورنيش، وهي الوحيدة المعروفة التي تم رسمها بواسطة موين
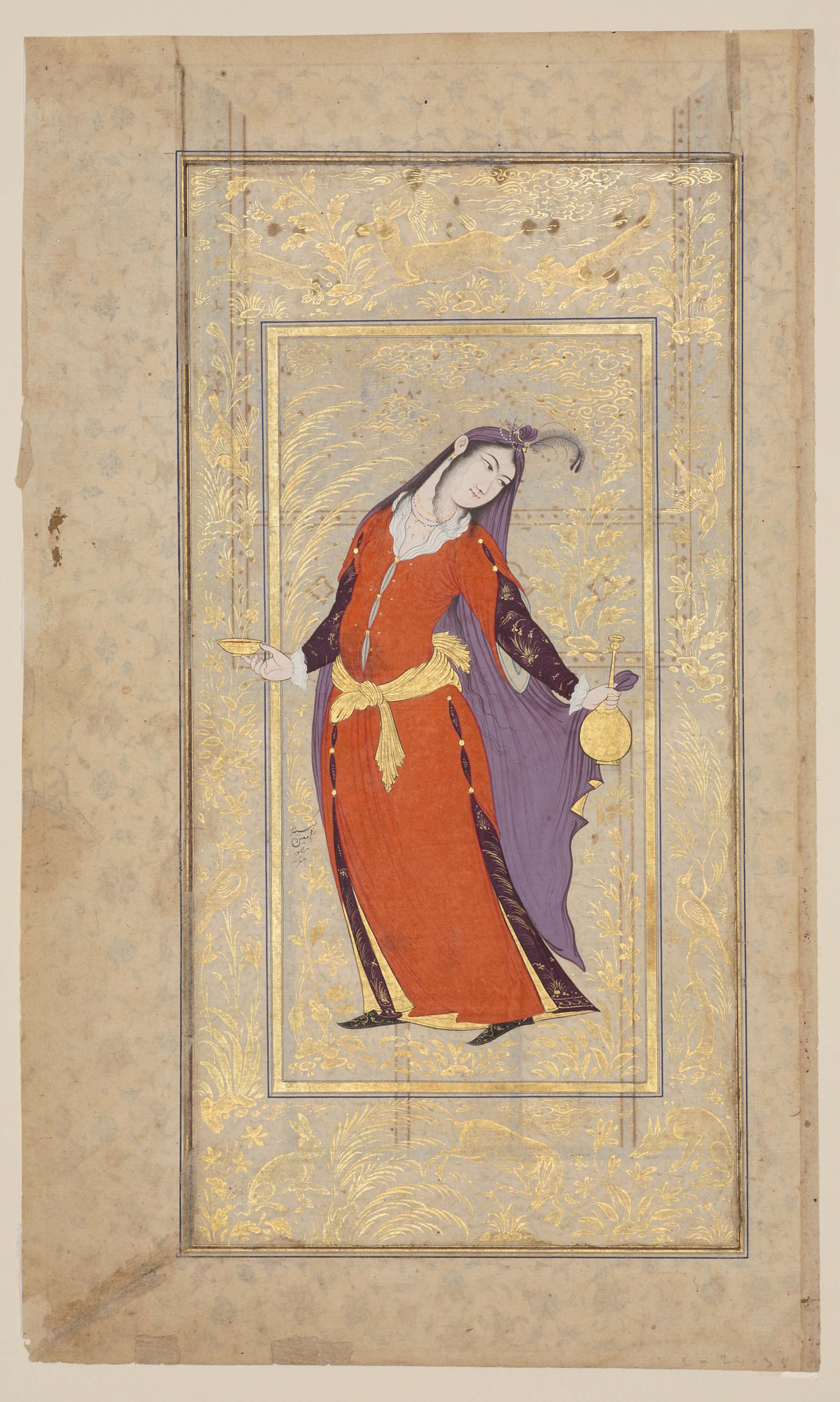
امرأة ترتدي غطاء رأس هندي، من نموذج الشاهنامة ، 1648